# Charles Lenient
Charles Félix Lenient est un universitaire et homme politique français né le 4 novembre 1826 à Provins (Seine-et-Marne) et mort le 2 août 1908 aux Écrennes (Seine-et-Marne).

## Biographie
Brillant élève, il est reçu premier à l'École normale supérieure en 1847. Reçu également premier à l'agrégation de lettres en 1850, il est professeur à Montpellier, puis à Paris au lycée Napoléon. 
Le 20 novembre 1855, il soutient ses deux thèses de doctorat ès lettres à la Faculté de Paris. La première, en français, consiste en une étude sur Pierre Bayle. La deuxième, en latin, aborde la guerre cicéronienne.  
Il est maître de conférences de langue et littérature française à l'École normale supérieure en 1865. De 1868 à 1872, il est suppléant de Saint-Marc Girardin à la Faculté des lettres de Paris et il est titulaire de la chaire de poésie française en 1873 dans cette université. 
Il est député de Seine-et-Marne de 1882 à 1885, siégeant à gauche, dans la majorité opportuniste.

## Œuvres
- Étude sur Bayle, 1855, thèse de doctorat ès lettres.
- De Ciceroniano Bello, 1855, thèse de doctorat ès lettres.
- La satire en France ou la littérature militante au XVIe siècle, 1866.
- La comédie en France au XIXe siècle, 1878.
- La poésie patriotique en France au Moyen Âge, 1891 et 1894.

## Sources
- « Charles Lenient », dans Adolphe Robert et Gaston Cougny, Dictionnaire des parlementaires français, Edgar Bourloton, 1889-1891 [détail de l’édition]